# Junk of the Heart
Junk of the Heart —en español: Basura del corazón— es el tercer álbum de la banda indie británica The Kooks. Fue lanzado en Europa el 9 de septiembre de 2011, y en el Reino Unido el 12 de septiembre de 2011 por Virgin Records. El primer sencillo, «Is It Me» fue lanzado el 4 de septiembre de 2011 y el segundo sencillo «Junk of the Heart (Happy)», fue lanzado el 6 de noviembre de 2011. Este fue el último álbum con el baterista Paul Garred, ya que fue reemplazado en 2014 por Alexis Núñez.

## Escritura y grabación
En abril de 2009, The Kooks reveló a Newsbeat de la BBC que estaban trabajando en su tercer álbum de estudio. El vocalista Luke Pritchard dijo a Newsbeat, «Es como que nosotros mismos barricada en el campo durante un par de semanas - alojado en unos amigos que tienen una casa de campo en Norfolk.» Pritchard reveló recientemente que más de dos semanas allí, la banda sólo se las arregló para hacer una nueva canción: «Eskimo Kiss» (Pista 11). El baterista Paul Garred dejó la banda a finales de 2009, debido a un problema del nervio en su brazo, y fue sustituido temporalmente por Chris Prendergast para shows en vivo. Sin embargo, Paul regresó a las sesiones de grabación a finales de 2010, sin dejar de no gira con la banda, como Pritchard declaró recientemente su lesión «se convirtió en una cosa psicológica». Después de la contratación y el despido de nuevo productor Jim Abyss (Arctic Monkeys, Kasabian, Adele) a pesar de tener algunos «muy buenas sesiones de» juntos, la banda regresó al viejo productor Tony Hoffer quien les dio una «nueva dirección», y grabó el disco de una manera más estilo contemporáneo con anterioridad. En enero de 2011, Pritchard anunció que habían registrado catorce nuevas canciones. La banda anunció a través de los medios de comunicación social que terminaron los toques finales a 30 de marzo. Por último, el nombre del álbum fue anunciado como Junk of the Heart (El título de la canción de apertura) y los detalles de lista de canciones en lanzamiento, con una fecha de lanzamiento del 12 de septiembre de 2011 para Reino Unido. El álbum fue producido por Tony Hoffer. El primer sencillo extraído del álbum se titula «Is It Me» en Europa y «Junk of the Heart (Happy)» en otros lugares.

## Recepción de la crítica
El álbum recibido con críticas mixtas de los críticos en general y no fue tan exitoso como su álbum de debut. También recibió reacciones mixtas de los aficionados en su lanzamiento. Spin (revista)Spin le dio al álbum un 6/10, llamando a las pistas «tanto en su mejor y blandest todavía.» El revisor Barry Walters agregó que «la mitad de la carretera siempre fue su destino, al parecer, y llegan con cancioncillas descaradamente agradables pero en caracteres libres».
Dan Jenko de FMV Magazine comentó que la segunda mitad del álbum fue mucho más fuerte que el primero, diciendo que «Es frustrante que una vez más evidente potencial The Kooks ha aparentemente no se ha cumplido, pero a diferencia de su segundo trabajo, Konk, el registro hace tener algunas cualidades que lo redimen».

## Lados B
«Is It Me»:
- "Winds of Change" (The Magic Shop, NYC)
- "Outstanding" (Demo)
- "Stormy Weather" (Live in Hartlepool)

«Junk of the Heart»:
- "Pumped Up Kicks" (BBC Live Version)
- "Eskimo Kiss" (Acoustic Live Version)
- "Runaway" (Acoustic Live Version)

## Lista de canciones
Todas las canciones escritas por The Kooks. Producido por Tony Hoffer («Good Times» producido por Jim Abbis)

| N.º | Título                      | Duración |  |
| 1.  | «Junk of the Heart (Happy)» | 3:07     |  |
| 2.  | «How'd You Like That»       | 3:14     |  |
| 3.  | «Rosie»                     | 3:10     |  |
| 4.  | «Taking Pictures of You»    | 2:42     |  |
| 5.  | «Fuck the World Off»        | 2:52     |  |
| 6.  | «Time Above the Earth»      | 1:54     |  |
| 7.  | «Runaway»                   | 3:00     |  |
| 8.  | «Is It Me»                  | 3:30     |  |
| 9.  | «Killing Me»                | 3:25     |  |
| 10. | «Petulia»                   | 2:42     |  |
| 11. | «Eskimo Kiss»               | 3:34     |  |
| 12. | «Mr. Nice Guy»              | 2:40     |  |

Bonus Tracks (iTunes)

| N.º | Título                               | Duración |  |
| 13. | «Carried Away»                       | 4:02     |  |
| 14. | «The Saboteur (The Magic Shop, NYC)» | 4:34     |  |

Bonus Track (Amazon)

| N.º | Título          | Duración |  |
| 13. | «Picture Frame» | 3:02     |  |

Bonus Track (Edición Limitada para Japón)

| N.º | Título                             | Duración |  |
| 13. | «Good Times (The Magic Shop, NYC)» | 4:41     |  |

## Posicionamiento en listas
| Listas (2011)         | Mejor posición |
| --------------------- | -------------- |
| Belgian Albums Chart  | 34             |
| Canadian Albums Chart | 54             |
| Dutch Albums Chart    | 6              |
| Irish Albums Chart    | 41             |
| UK Albums Chart       | 10             |